# 馬修·米勒
馬修·艾倫·米勒（英語：Matthew Alan Miller，1973年或1974年），是一名美國公職人員，曾任美國國務院發言人，曾在歐巴馬政府任職並多次參與民主黨總統競選活動。

## 早年生活和教育
米勒出生於1973年或1974年，母親是美國農業部管理分析師，父親是一名牧師。米勒以優異的成績畢業於德克薩斯大學奧斯汀分校。

## 職業生涯
米勒曾為美國民主黨參議員鲍勃·梅嫩德斯工作，也曾為2004年克里和2012年歐巴馬總統競選工作。
在歐巴馬執政期間，米勒擔任司法部公共事務辦公室主任，並擔任美國司法部長埃里克·霍尔德的發言人。
2020年美國總統選舉後，米勒參與拜登總統過渡。
2023年4月11日，米勒被任命為美國國務院發言人，接替內德·普萊斯。 2023年4月24日任職美國國務院發言人

## 個人生活
米勒在第一次婚姻以離婚告終後於2010年與第二任妻子結婚。

## 外部連結
- 馬修·米勒的X（前Twitter）
- C-SPAN內的頁面（英文）